# NERICA
NERICA (New Rice for Africa, „Neuer Reis für Afrika“) sind aus Kreuzungen hervorgegangene Reissorten, die von der West Africa Rice Development Association entwickelt wurden, um die Erträge afrikanischer Reisarten zu erhöhen.
Obwohl 240 Millionen Menschen in Westafrika den Großteil der benötigten Energie- und Proteinbedarfs durch Reis decken, wird die überwiegende Reismenge importiert. Dies verursacht Kosten von ca. einer Milliarde US-Dollar. Eine zur Selbstversorgung ausreichende Reisproduktion soll deshalb sowohl die Ernährungssituation als auch die wirtschaftliche Entwicklung in Westafrika verbessern.

## Afrikanischer und asiatischer Reis
Afrikanischer Reis (Oryza glaberrima) wird seit 3500 Jahren kultiviert und ist gut an afrikanische Umweltbedingungen angepasst. Er zeichnet sich durch besonders üppiges Pflanzenwachstum aus, welches Unkraut hemmt; er ist auch widerstandsfähig gegenüber Trockenheit und in Afrika heimischen Schädlingen und Pflanzenkrankheiten. Afrikanischer Reis erbringt allerdings relativ geringe Erträge, da er abknickt, wenn die Rispen zu schwer werden. Die Körner können auch zerschellen, was den Ertrag weiter reduziert.
Der Anbau afrikanischen Reises wurde aufgegeben zugunsten asiatischer Reisarten (Oryza sativa). Asiatische Reissorten sind allerdings schlecht an afrikanische Bedingungen angepasst, und ihr Anbau erfordert große Wassermengen. Asiatischer Reis kann Unkrautwachstum nicht hemmen, da er speziell auf kurzen Wuchs gezüchtet wurde und unter afrikanischen Bedingungen anfällig ist für Schädlinge und Krankheiten.

## New Rice for Africa
Der „Neue Reis für Afrika“ wurde durch Kreuzung von O. glaberrima und O. sativa geschaffen. Da diese Sorten sich nicht auf natürlichem Weg kreuzen lassen, wurde eine besondere Technik angewandt („embryo-rescue“), um sicherzustellen, dass Kreuzungen überleben und zur Reife gelangen. Der neue Reis zeigt Heterosis-Effekt, das Phänomen, bei dem Abkömmlinge genetisch verschiedener Eltern schneller wachsen, ertragreicher sind und Stress besser widerstehen als jede der Ausgangspflanzen für sich genommen.
Schlüsseleigenschaften der neuen Reissorten umfassen:
- Rispenvergrößerung von 75 bis 100 auf 500 Körner pro Rispe
- Ertragssteigerungen von 1 Tonne pro Hektar auf 2,5 Tonnen pro Hektar; Ertragssteigerung auf fünf Tonnen pro Hektar bei Düngung
- enthalten zwei Prozent mehr Protein als die afrikanischen und asiatischen Ausgangssorten
- sie wachsen höher als die meisten Reissorten, was die Ernte erleichtert
- sie sind besser angepasst an Krankheiten, Trockenheit und unfruchtbare Böden als asiatische Reissorten

## Zukunftsaussichten
Es wird geschätzt dass, falls ein Viertel der Reisbauern in Guinea, Elfenbeinküste und Sierra Leone NERICA-Sorten anbauen, 20 Millionen US-Dollar pro Jahr eingespart werden können. NERICA könnte auch für andere trockene Gebiete von Nutzen sein, inklusive Lateinamerika und Asien.
Der sierra-leonische Wissenschaftler Monty Jones, der führend an der Entwicklung von NERICA beteiligt war, wurde 2004 mit dem World Food Prize ausgezeichnet und 2007 vom Time Magazine zu den 100 einflussreichsten Personen der Welt gezählt. Der kontinuierliche Anstieg der afrikanischen Reisproduktion in den letzten sechs Jahren wird zu einem wesentlichen Teil auf die Verbreitung von NERICA zurückgeführt.